# Taterillus congicus
Taterillus congicus és una espècie de mamífer rosegador de la família dels múrids. Viu al Camerun, la República Centreafricana, el Txad, la República Democràtica del Congo, el Sudan i el Sudan del Sud. Els seus hàbitats naturals són les sabanes sudaneses, les sabanes boscoses i les illes de sabana situades a l'interior de boscos tropicals humits. És una espècie en risc mínim, és a dir, no sembla que hi hagi cap amenaça significativa per a la seva supervivència.